# En søvnig Brudgom
En søvnig Brudgom er en dansk stumfilm fra 1915, der er instrueret af Lau Lauritzen Sr. efter manuskript af Harriet Bloch.

## Handling
Denne artikel mangler et handlingsreferat. Hjælp os med at skrive det.

## Medvirkende
- Alf Blütecher - Otto Müller, læge
- Ellen Kornbeck - Grete, Ottos søster
- Rasmus Christiansen - Tage West, Ottos ven